# Aylesbury (Saskatchewan)

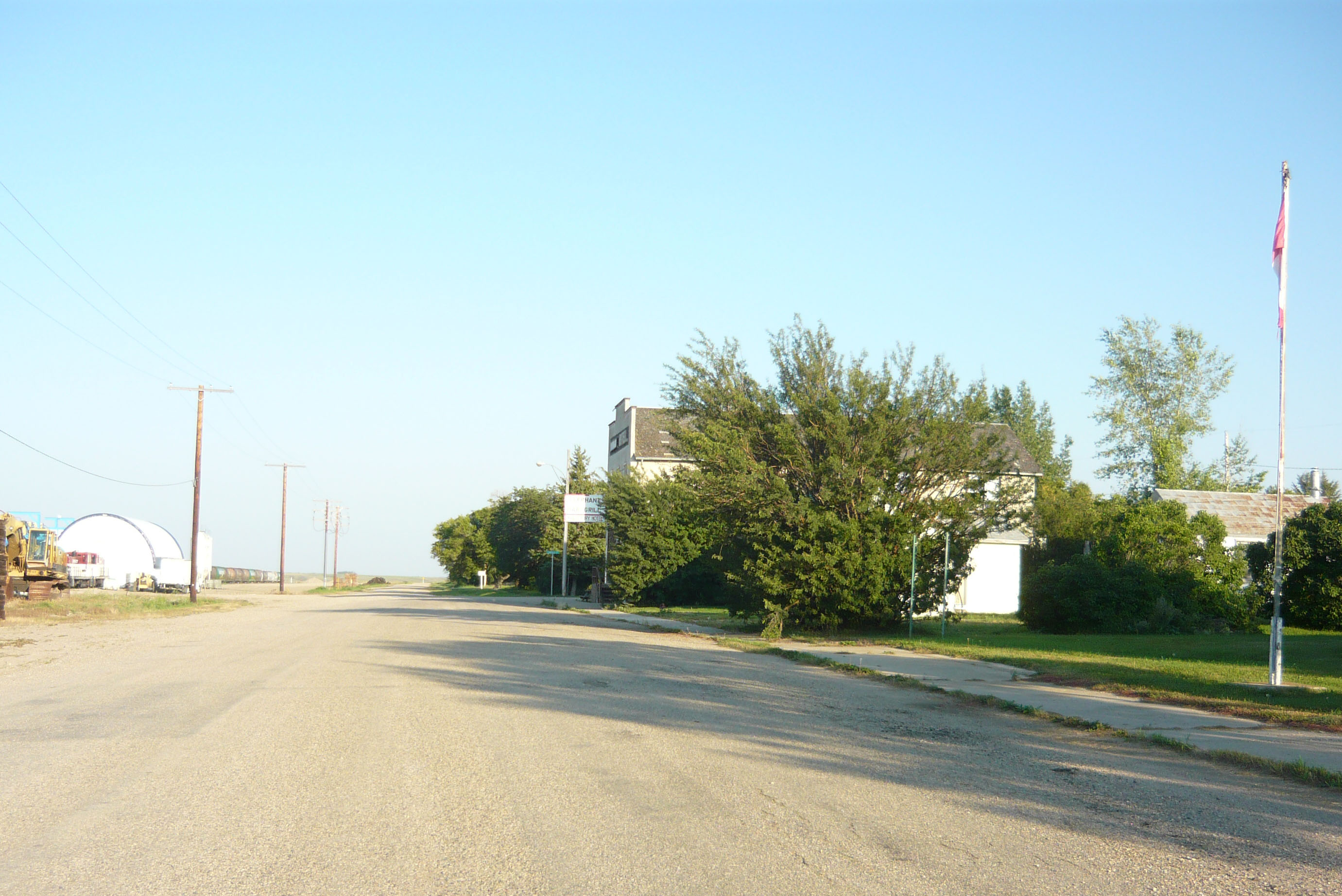
Main Street (2013)

Aylesbury – wieś leżąca w południowo-środkowej części prowincji Saskatchewan w Kanadzie.
- Powierzchnia: 1,28 km²[1]
- Ludność: 42 (2011)[1]